# Playmen
 (signalé en mai 2025).
Si vous disposez d'ouvrages ou d'articles de référence ou si vous connaissez des sites web de qualité traitant du thème abordé ici, merci de compléter l'article en donnant les références utiles à sa vérifiabilité et en les liant à la section « Notes et références ».
- Archive Wikiwix
- Bing
- Cairn
- DuckDuckGo
- E. Universalis
- Gallica
- Google
- G. Books
- G. News
- G. Scholar
- Persée
- Qwant
- (zh) Baidu
- (ru) Yandex
- (wd) trouver des œuvres sur Wikidata

Playmen était un magazine de charme pour homme, fondé en 1967 par Adelina Tattilo, sur le modèle de Playboy.
Sa popularité a largement égalé en Italie celle de son modèle. Le mensuel présentait des photographies de nus féminins, des articles sur la mode, le sport, les objets de consommation ainsi que des portraits et des interviews de célébrités. Comme le magazine d'Hefner, Playmen a continué de présenter un érotisme soft et « de classe » quand ses confrères se tournaient vers la pornographie hardcore.
Le magazine a cessé de paraître en 2001.